# Nagyrécse vasútállomás
Nagyrécse vasútállomás egy Zala vármegyei vasútállomás, a MÁV üzemeltetésében. Nagykanizsa északkeleti külterületei között helyezkedik el, a névadó Nagyrécse település központjától mintegy 3,5-4 kilométerre délre; közúti elérését a 7-es főút felől egy számozatlan, alsóbbrendű út biztosítja.
Az állomáson 2021. június 19-én üzemkezdettel megszűnt a személyforgalom, a vonatok megállás nélkül áthaladnak (egy ideje már a 7-es főút elágazásánál sincs útjelző tábla, ami a letérés helyére utalna).

## Vasútvonalak
Az állomást az alábbi vasútvonalak érintik:
- Budapest–Murakeresztúr-vasútvonal

## Kapcsolódó állomások
A vasútállomáshoz az alábbi állomások vannak a legközelebb:
- Zalaszentjakab vasútállomás (Budapest–Murakeresztúr-vasútvonal)
- Nagykanizsa vasútállomás (Budapest–Murakeresztúr-vasútvonal)